# Symmachus
Quintus Aurelius Memmius Eusebius Symmachus (342 körül – 402/403) római szenátor és rétor. A római szenátus konzervatív, pogány irányzatának vezető alakja, Szent Ambrus unokatestvére.

## Élete
Apja az előkelő Lucius Aurelius Avianus Symmachus volt. Quintus Galliában szerzett kimagasló műveltséget, amit még ellenfelei is elismertek. 369-ben a római szenátus a Treviriben állomásozó I. Valentinianus császárhoz küldte tisztelgő követségbe, ahol ebben a minőségében részt vett egy inspekciós körúton a Rajna-vidéken folyó építkezéseken. 370. január 1-jén kelt Valentinianus-hoz írt második panegyricusában (dicsőítő beszéd) elismerően szólt az „örök védelmező” (defensor aeternus) jelzővel illetett császár erődépítő tevékenységéről, melynek köszönhetően „forrásától Óceánba torkollásáig erődök koszorúja szegélyezi a Rajna partját”. 373-ban Africa helytartója, 384-85-ben Róma elöljárója (praefectus urbi). Az egyik lányát feleségül adta Nicomachus Flavianus szenátorhoz, ezt követően a szenátus első emberének számított. Tekintélye miatt őt bízták meg, hogy először Gratianusnál, majd II. Valentinianus császárnál járjon közben a Szenátus épületében álló, és Augustus által Kr.e. 29-ben emelt Victoria-oltár (ara Victoriae) eredeti helyén való megtartásáért. Ellenfele, Szent Ambrus azonban végül meggyőzte II. Valentinianust, hogy távolítsák el azt. Symmachus emiatt 388-ban támogatta Magnus Maximus trónkövetelőt, annak bukása után csak egy Theodosius császár számára készült panegyricusa mentette meg életét. Újra visszakerült a politika élvonalába, 391-ben consuli méltóságot töltött be. Kapcsolatban állt Ausonius költővel, aki neki ajánlotta a hármas számról írt költeményét. Irodalmi szervező képességét tanúsítja, hogy Macrobius Ambrosius Theodosius Saturnalia című művének egyik szereplője, Sidonius Apollinaris pedig őt tekinti mintának levelezése során. Egyik levelének tanúsága szerint szerepet vállalt Livius történeti könyveinek kritikai kiadásában, továbbá Szent Ágostonnak állást szerzett Mediolanumban. Másik levelében arról próbálja meggyőzni Eutropiust, hogy csak ő, Eutropius képes megírni Gratianus császár germaniai hadjáratának történetét. A pogány irányzatban betöltött központi szerepét jelzi, hogy a keresztény himnuszköltő, Prudentius is verset írt ellene, Contra Symmachum címen.

## Kiállása a Victoria-oltár ügyében
Polübiosz azt állította, hogy "Róma páratlan sikereinek és más államokkal szemben megnyilatkozó
fölényének legmélyebb oka: az istenekről vallott felfogásuk, az az istenfélelem, amely átjárja
köz- és magánéletük minden megnyilvánulását. A köztársaság fennállásának utolsó éveiben Cicero hangoztatja: kegyességünkkel, vallásosságunkkal és azzal az egyetlen bölcsességünkkel múltunk felül minden népet, hogy felismertük: mindent az istenek akarata irányít és kormányoz." Amennyiben viszont az istenhit tette lehetővé a birodalom létezését, úgy felmerült a kérdés a Kr.u. IV. század végén, hogy a birodalom hanyatlását nem éppen a régi istenektől való elfordulás, és az új istenhit, a kereszténység okozta-e. A hagyományos vallásosság hívei szerint mindenről a keresztények tehetnek, a keresztények szerint éppen Krisztus tette naggyá a birodalmat, hogy annak keretében elterjeszthesse tanítását.
A szenátus épületében álló oltár ügye a IV. században a keresztény-pogány szembenállás egyik központi témája volt. Az ekkörül zajló viták tétje annak eldöntése volt, hogy Krisztus vagy pedig Győzelem istennője tette lehetővé a Római Birodalom létrejöttét. Amennyiben ugyanis Krisztus mindenhatósága az oka, úgy nincs szükség, sőt blaszfémia a Victoria-oltár. Az oltárt Kr.e. 29-ben maga Augustus szentelte fel a senatus épületében, a Curia Iuliában, és a szenátorok rendszeresen áldozatot mutattak be előtte a Birodalom megmaradásáért. Az oltárt először 357-ben távolította el II. Constantius császár, azonban 361-ben Iulianus Apostata visszaállította a helyére. Gratianus császár 382-ben újra eltávolította az oltárt. Symmachus mint praefectus urbi 384-ben a III. relatiojában foglalt állást a szobor visszaállítása mellett. A mű továbbélését jórészt annak köszönheti, hogy hozzácsatolták saját unokatestvére, Ambrus püspök erre adott válaszához. A Victoria-oltár körüli vitába Prudentius is állást foglalt, aki Contra Symmachum című művében amellett érvelt, hogy a birodalmat a rómaiak erényei hozták létre, nem a pogány istenek – emiatt lehetőség van a birodalmat kereszténnyé tenni. Írásában Symmachus a „nemzeti” hagyományok, a dicső múlt emléke, illetve neoplatonikus érvek mellett hivatkozik a Constantinus által bevezetett vallási toleranciára is:
(A megszemélyesített Róma szavai:) Ti legjobb uralkodók, a haza atyjai, tekintsétek éveim számát, amelyet a jámbor szokások ápolásával értem el. A magam módján akarok élni, mert szabad vagyok. Ez a kultusz késztette az egész földkerekséget arra, hogy nekem engedelmeskedjék, ezek a szentélyek űzték el Hannibált a falaktól, a gallusokat a Capitoliumtól... Ezért kérünk türelmet atyáink istenei számára. Amit mindenki tisztel, annak kell lennie az Egyetlennek. Ugyanazokra a csillagokra nézünk, egy égbolt borul fölénk, egy világ vesz körül mindnyájunkat. Mit számít, hogy milyen úton keresi ki-ki az igazságot? A titok túlságosan nagy ahhoz , hogy csak egyetlen út vezethessen hozzá...
Ki húzna annyira a barbárokhoz, hogy ne követelné vissza Victoria oltárát? Ezzel biztosítottuk jövendőnket másfajta jósjelekre nem is gondolunk. Adjuk meg legalább Victoria nevének azt a tiszteletet, amelyet istenségétől megtagadtunk! Sokat köszönhet Victoriának Örökkévalóságod és a jövőben még többet köszönhet majd. Ám tagadják meg ezt az isteni hatalmat azok, akiknek semmit sem használ; ti ne hagyjátok cserben győzelmeket szerző pártfogását. Isteni hatalma mindenkinek kívánatos, senki sem tagadhatja meg tőle a vallási tiszteletet, aki elismeri, hogy kívánatos"
Noha Symmachus a vitában nem járt sikerrel, a Victoria-oltárt 394-ben visszaállították a helyére. 409-ben azonban végleg eltávolították a Curia épületéből.
"Symmachus és a pogány szenátorok harcát a régi római vallás megőrzéséért a régebbi elemzők összekapcsolták valamiféle kulturális küzdelemmel a két világ között, a két világnézet között, mintha a kereszténység felvételével a római vezető réteg tagjai egyszerre megtagadták volna a korábbi pogány irodalmi kultúra örökségét is. Ugyanakkor, mint azt a Victoria-oltár körüli küzdelem is mutatja, a küzdelem valójában megmaradt a vallás területén, és nem jelentett egészen eltérő viszonyulást a római irodalmi és történelmi hagyományhoz."

## Fennmaradt művei
- Beszédek: nyolc beszédéből maradtak fenn töredékek, kettő I. Valentinianus császár, egy pedig Gratianus számára készült.
- Levelek kilenc könyve
- Relationes: a praefectus urbi császárhoz intézett iratai. Az irodalomtörténészek a Relationes írásait – Ifjabb Plinius mintájára – a Levelek X. könyvének tartják.

## Magyarul
- Levelek X. könyvének a III.relatioja olvasható in: A császári Róma. Szerk. Révay József. Szépirodalmi Kiadó, Bp, 1981. 230 -237. old.

- Tóth Orsolya: Levelek Praetextatushoz. In.:Antikvitás & Reneszánsz 8 (2021/2) . ISSN 2560-2659. Online elérés: http://acta.bibl.u-szeged.hu/74746/1/antikvitas_es_reneszansz_008_151-181.pdf

- Tóth Orsolya: Symmachus. Levelek I. könyv 1-12. In.:Antikvitás & Reneszánsz 8 (2020/6) . ISSN 2560-2659. Online elérés: https://acta.bibl.u-szeged.hu/71852/1/antikvitas_es_reneszansz_006_179-202.pdf